# Skrzydło ptaka
U ptaków skrzydłem jest przekształcona pierwsza para kończyn. Szkielet skrzydła ptaka składa się z kości ramieniowej (humerus), dwóch zrośniętych ze sobą kości przedramienia (kość łokciowa (ulna) i kość promieniowa (radius)), dwóch kostek powstałych ze zrośnięcia kości pierwszego szeregu nadgarstka oraz kości nadgarstkowo-dłoniowej (carpus-metacarpus). Kość nadgarstkowo-dłoniowa składa się z kolei z dwu wydłużonych i zrośniętych ze sobą na obu końcach kości nadgarstka, tworząc trzy palce z czego środkowy jest dwuczłonowy, a pozostałe dwa skrajne są jednoczłonowe.

## Ewolucja
Ptaki wyewoluowały z dinozaurów. Ich bezpośrednich przodków poszukuje się wśród dromeozaurów bądź troodontów, zwierząt niezdolnych jeszcze do lotu. Zaliczająca się do dromeozaurów Mahakala sprzed 70 milionów lat cechowała się długą i wąską łopatką, zreukowaną w stosunku do spotykanej u większości celurozaurów kością ramienną, wygiętą kością łokciową (co akurat stanowiło plezjomorfię), silnie spłaszczoną. Zwraca na niej uwagę guzek mięśnia dwugłowego. Z kolei koniec dalszy kości promieniowej był poszerzony i spłaszczony, co jest cechą Paraves. Plezjomorfię Avialae stanowią zaś półksiężycowate kości nadgarstka pokrywające dalej leżące kości śródręcza. Nieptasie dinozaury pokryte już były piórami, przy czym struktury przypominające skrzydła występowały niekiedy nie tylko w przypadku górnych, ale również dolnych kończyn, jak w przypadku mikroraptora – naukowcy piszą o „czteroskrzydłych dinozaurach”.
Ewolucję ptasich skrzydeł opisać można z wykorzystaniem pojęcia egzaptacji. Archaeopteryx miał już skrzydło pokryte piórami, ale jego zdolności do lotu prezentowały się miernie. Postuluje się, że pokrywające jego skrzydła pióra, w tym duże pióra konturowe, służyły głównie izolacji termicznej czy też pomagały w łapaniu owadów; dopiero później zaczęły wspomagać lot.

## Układ kostny

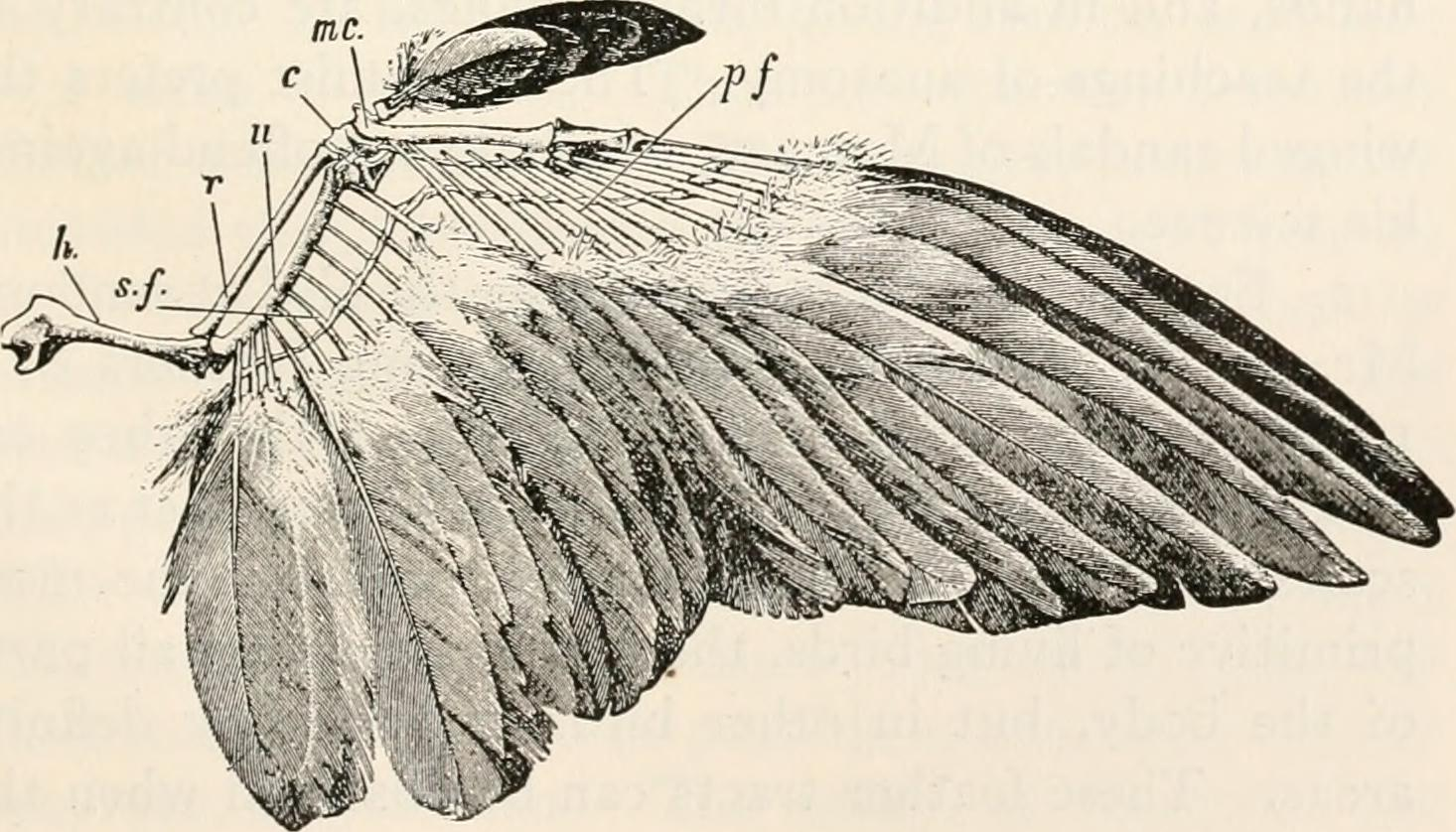
Skrzydło gołębia:
h – humerus;
r – radius;
u – ulna;
c – carpals;
m.c. – carpo-metacarpals;
s.f. – lotki II rzędu;
p.f. – lotki I rzędu

Oparciem dla skrzydeł ptasich jest pas barkowy, silnie powiązany z klatką piersiową. Pas ten składa się z trzech par kości: kruczej (coracoideum), łopatki (scapula, o szablastym kształcie) i obojczyka (clavicula). Kości obojczyka, skierowane w dół, zrastają się ze sobą, tworząc widełki, szczególnie dobrze rozwinięte u ptaków latających.
Kończyna przednia wolna ptaka przystosowana jest do lotu lub pływania, u ptaków nielotnych może występować w formie szczątkowej lub zredukowanej. Na szkielet skrzydła składają się: kość ramieniowa, kość łokciowa, kość promieniowa, kości nadgarstka (carpus), kości śródręcza oraz kości palców, których jest 3. Palec I (kciuk) tworzy skrzydełko.

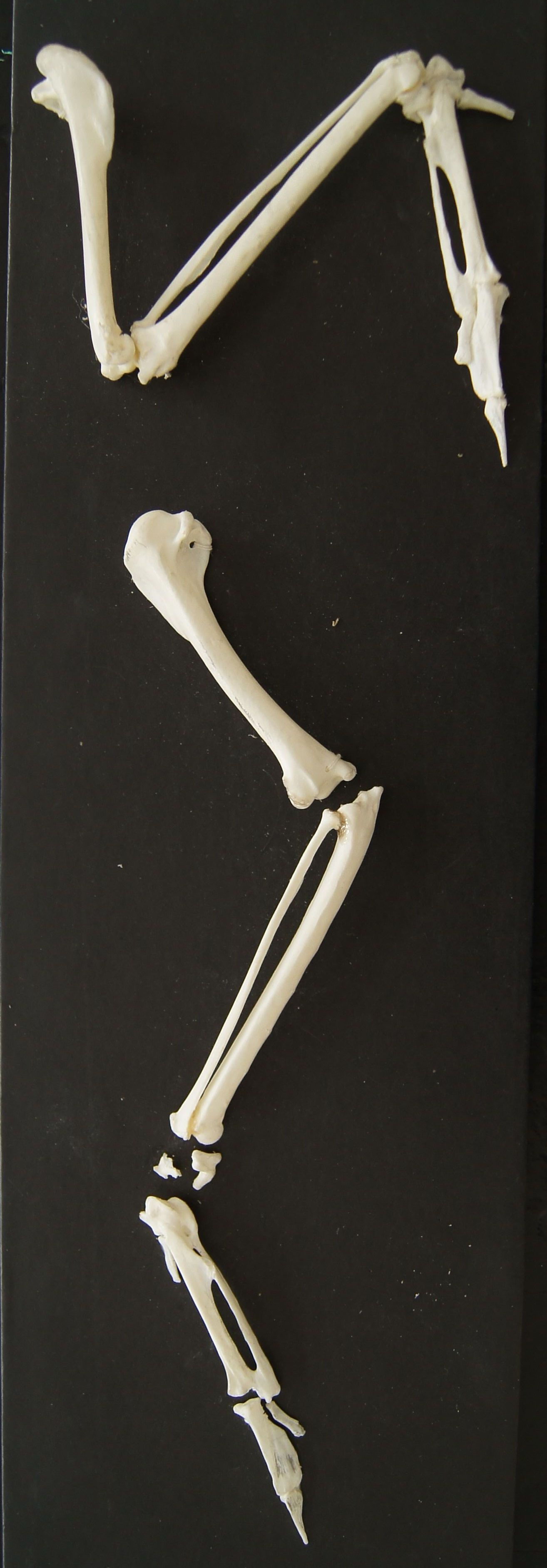
Kości skrzydła wrony siwej (Corvus corone)

Wszystkie kości tworzące skrzydło mogą się poruszać względem siebie tylko w jednej płaszczyźnie, co nadaje skrzydłu odpowiednią sztywność. Podczas spoczynku ptaka, przy złożonym skrzydle, ramię i przedramię są względem siebie niemal równoległe. Kość ramieniowa łączy się bliższym ciału (proksymalnym) końcem z kością kruczą i łopatką, a końcem dalszym z dwoma kośćmi przedramienia (łokciową i promieniową). W skład stawu barkowego wchodzi główka kości ramieniowej. W jej sąsiedztwie leżą dwa guzki, boczny i przyśrodkowy, od których odchodzą dwa grzebienie, odpowiednio guzka bocznego i przyśrodkowego. Na grzebieniu guzka bocznego leży grzebień naramienny, do którego przyczepia się mięsień piersiowy opuszczający skrzydło. Przy główce kości ramieniowej zlokalizowany jest otwór powietrzny (foramen pneumaticum humeri), który prowadzi do komory powietrznej trzonu kości ramieniowej. Na dystalnym końcu kości ramieniowej położone są dwie powierzchnie stawowe, promieniowa i łokciowa, którymi kość ramieniowa łączy się z kośćmi przedramienia.
Występują dwie kości przedramienia: promieniowa i łokciowa. Kość łokciowa rozwinięta jest lepiej, leży bocznie, cechuje ją wygięty kształt. Kości te u swych nasad połączone są więzadłami. Wyrostek łokciowy jest słabo zaznaczony. Na proksymalnym końcu kości łokciowej, połączonej z kością ramieniową, może znajdować się rzepka (mająca charakter trzeszczki). Analogicznie staw łokciowy zbudowany jest u gadów, co świadczy o ich pokrewieństwie z ptakami. Na dystalnym końcu kości łokciowej niekiedy również znajduje się trzeszczka, do której przyczepione jest ścięgno końcowe mięśnia musculus propatagialis longus. I staw łokciowy, i nadgarstkowy wykazują większą ruchliwość, niż odpowiadające im stawy ssaków, co ma swoje uzasadnienie w częstym składaniu i rozkładaniu skrzydła.
Niejednokrotnie pozostałe kości skrzydła, czyli kości nadgarstka, śródręcza i palców, są razem dłuższe, niż pozostała część skrzydła. Występują dwie kości nadgarstka: os carpi radiale i os carpi ulnare, które nie odpowiadają nazwanym tak samo kościom u ssaków. We wczesnym okresie rozwoju embrionalnego występuje więcej kości, ułożonych w 2 szeregi. U ptaków występuje tylko jedna kość śródręcza, która stanowi zrost dwóch rurek kostnych zrośniętych końcami, a w środku rozdzielonych szparą – kształt jej można porównać do agrafki. Ze względu na swoją genezę grubsza część kości śródręcza, leżąca po stronie os carpi radiale, stanowi metacarpale II, a cieńsza – metacarpale III. Na proksymalnym końcu metacarpale II widoczny jest guzek, który stanowi metacarpale I. Z guzkiem tym łączy się wysoce uwsteczniony palec wielki – kciuk, stanowiący podstawę dla skrzydełka. Podczas rozwoju zarodkowego metacarpalia I–IV, stanowiące odpowiednik tych samych kości w pięciopalczastej kończynie:
- metacarpale IV ulega zanikowi we wczesnym stadium rozwoju embrionalnego, ma formę szczątkową,
- metacarpale I zespaja się z metacarpale II, u dorosłego ptaka dźwiga 1 albo 2 człony (phalanges) kciuka,
- metacarpalia II i III zrastają się z sobą na końcach: proksymalnym i dystalnym, pozostawiając szparę.

Metacarpale II jest najdłuższą spośród tych kości, dźwiga trzy (rzadziej 2) człony palca, zaś metacarpale III jest słabiej rozwinięte i ulega częściowemu zanikowi (np. u emu) lub brak go całkowicie (kiwi). Metacarpale III niejednokrotnie zatraca dwa człony przynależnego doń palca. Pozostały człon ściśle przylega do trzonu podstawowego palca drugiego. U Struthio zachowują się dwa człony trzeciego palca.
U ptaków zachowały się tylko trzy palce, odpowiadające trzem kościom śródręcza. Pierwszy palec, kciuk, zazwyczaj ma tylko jeden człon i jest słabo rozwinięty. Najlepiej rozwinięty jest palec drugi, dwuczłonowy. Palec trzeci cechuje się niewielkimi rozmiarami, składa się z jednego trzonu. Paznokcie na ostatnim członie palca pierwszego zachowały się jedynie u niektórych gatunków, u innych występują wyłącznie w rozwoju embrionalnym. Wśród żyjących przedstawicieli ptaków nowoczesnych pazury na skrzydłach występują np. u hoacyna (Opisthocomus hoazin), u których młode wyposażone są w dwa pazury wyrastające ze stawu nadgarstkowego. Przydają im się one podczas wspinaczki. Pazur na skrzydle mają też młode kokoszki (Gallinula chloropus) oraz np. dorosłe, paleognatyczne nieloty, kazuary hełmiaste (Casuarius casuarius).

## Układ mięśniowy
Wedle Fürbringera (1888) i Gadowa (1891) wśród mięśni pasa barkowego i kończyny przedniej można wyodrębnić siedem grup lub zespołów:
1. Musculus cucullaris, mniej lub bardziej zakryty przez mięsień zwieracz szyi – przeważnie ma formę cienkiej, powierzchownej warstwy mięśniowej, rozpoczynającej się z tyłu głowy i sięgającej po obojczyk. Jego skurcz umożliwia fałdowanie się skóry i tym samym stroszenie piór na szyi[13].
2. Zespół mięśni tułowiowych górnych, obejmujący mm. rhomboidei i mm. serrati. Pierwsze mięśnie biegną wzdłuż grzbietowej strony szyi i sięgają do grzbietowej powierzchni łopatki i obojczyka, podczas skurczu zbliżając łopatkę do kręgosłupa. Drugie rozciągają się od żeber po łopatki, są antagonistami pierwszych[13].
3. Zespół mięśnia grzbietowego dolnego obejmuje niewielki mięsień mostkowo-kruczy, odchodzący od mostka i żeber, a przyczepiający się do kości kruczej. Ma za zadanie unosić żebra[13].
4. Zespół mięśni ramiennych dolnych zawiera dwa najsilniejsze mięśnie wprawiające skrzydło w ruch: mięsień piersiowy i mięsień kruczo-ramienny. Oba wychodzą z mostka i stanowią nieraz 1/11 masy ciała ptaka. Mięsień piersiowy opuszcza skrzydła w dół i u wszystkich ptaków jest najpotężniejszy. Przeważnie zakrywa mięsień naramienno-kruczy, który działa w stosunku do niego antagonistycznie. U bezgrzebieniowców mięśnie te są słabe[13].
5. Zespół mięśni ramiennych górnych, w którego skład wchodzą: mięsień najszerszy grzbietu, mm. deltoidei, mm. scapuli-humerales, mm. subscapulares i inne mięśnie o mniejszym znaczeniu. Biorą one swój początek w grzbietowej części tułowia i pasu barkowego; zachodzą na grzbietową powierzchnię przedniej części kończyny. Spełniają rolę przy ruchach skrzydła w trakcie lotu, w tym umożliwiają jego ruchy obrotowe[14].
6. Zespół mięśni prostujących przedramię i „rękę”. Zalicza się tu między innymi mięsień trójgłowy ramienia[14].
7. Zespół mięśni zginających przedramię i „rękę”. Wśród nich najbardziej rozwinięty jest mięsień dwugłowy ramienia[14].

Do mięśni kończyny przedniej zaliczyć można również mięśnie napinające błony lotne, należące do mięśni skórnych. Przy ruchach lotek działają głównie mięśnie skórne.

## Układ krwionośny
Tętnica podobojczykowa oddaje tętnicę mostkowo-obojczykową, zaś od niej do kości kruczej i barku odchodzą a. acromialis i, rozpoczynające się w pobliżu proksymalnej części kości kruczej, dwie tętnice – a. sternalis i a. clavicularis. U ssaków tętnica pachowa jest przedłużeniem tętnicy podobojczykowej, natomiast u ptaków jest ona jej odgałęzieniem. Od tętnicy pachowej odchodzą: do dołu pachowego tętnica krucza i tętnica podłopatkowa, natomiast do ramienia – a. circumflexa humeri anterior, a. profunda branchii z dwoma odgałęzieniami (a. nutricia humeri oraz a. circumflexa humeri posterior). W swym dalszym przebiegu tętnica pachowa przechodzi w tętnicę ramieniową, która rozdziela się na naczynia tętnicze zaopatrujące w krew skrzydło według schematu podobnego u wszystkich ptaków (różnice obejmują jedynie szczegóły). W około połowie długości kości ramieniowej tętnica ramieniowa rozdziela się na tętnice: promieniową i łokciową. Pierwsza z nich zaopatruje w krew mięsień prostujący nadgarstek i błonę lotną, zaś druga – mięsień zginacz nadgarstka.

## Pióra

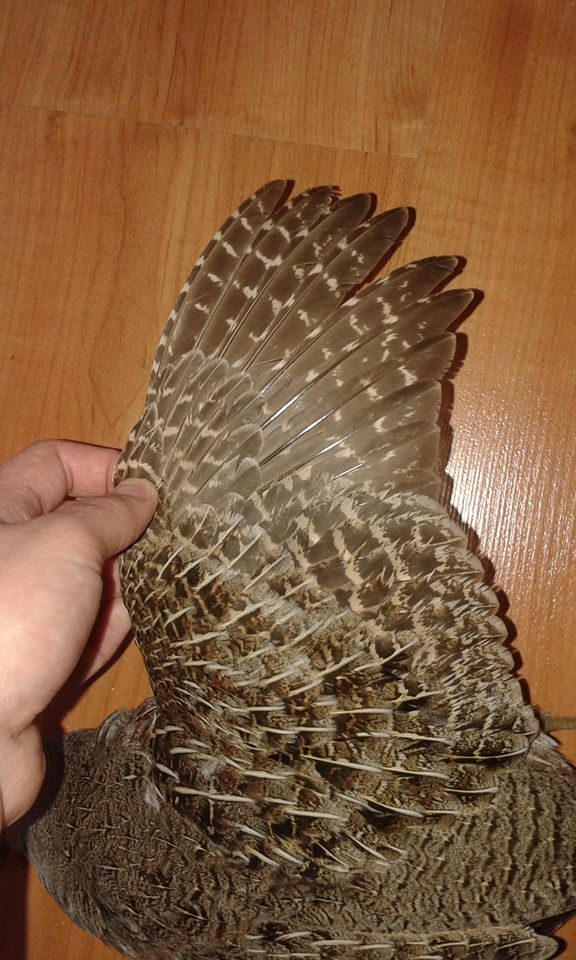
Skrzydło kuropatwy (Perdix perdix).

Lotki I rzędu osadzone są na członach palców drugiego i trzeciego oraz w okolicy kości śródręcza. Maksymalnie pełnowymiarowych lotek występuje 11, na przykład u perkozów. U innych grup, jak na przykład siewkowce, najbardziej zewnętrzna lotka I rzędu jest niewielka. Lotki te numerowane są począwszy od stawu nadgarstkowego na zewnątrz, zgodnie z kierunkiem pierzenia.
Kość łokciowa służy za miejsce przyczepu lotek, dla każdej występuje osobny wzgórek; na przedramieniu znajdują się lotki II rzędu, numerowane do wewnątrz, licząc od stawu nadgarstkowego. Może ich być od 9, jak u wróblowych, do 40 (u albatrosa wędrownego). Najbardziej wewnętrzne lotki drugorzędowe bywają nazywane lotkami trzeciorzędowymi.
U wróblowych trudne może być odróżnienie najbardziej wewnętrznych lotek I rzędu od lotek II rzędu. Cechą je odróżniającą jest wygięcie. W przypadku lotek II rzędu wygięcie stosiny do wewnątrz jest silniejsze niż w lotkach I rzędu, a punkt największego przegięcia lotek II rzędu znajduje się bliżej nasady pióra. Lotki III rzędu znajdują się blisko stawu łokciowego, zachodzą jedna na drugą. Ich zewnętrzne chorągiewki mogą być szersze od wewnętrznych. Często mają kształt przypominający zaostrzony na końcu liść. U pliszek i kaczek mogą być dłuższe od lotek II rzędu.
Każda lotka I rzędu ma swoją pokrywę pierwszorzędową. Pokrywy te wykazują się dużą sztywnością, mają duże dutki, wygięte do przodu w miejscu połączenia ze stosiną. Szerokość chorągiewek odpowiada lotkom I rzędu, zaś sama chorągiewka jest przeważnie węższa i łagodniej zaostrzona. Wśród pokryw pierwszorzędowych występuje duża zmienność. U sów pokrywy te są szerokie i zaokrąglone, zaś u jerzyków mają kształt strzały. Niekiedy występuje jedna lub dwie duże pokrywy drugorzędowe, niż samych lotek II rzędu. W stosunku do pokryw pierwszorzędowych wyróżniają się bardziej zaokrąglonym kształtem i miękkością, są również widoczne przy złożonym skrzydle, nierzadko wyróżniają się jaskrawymi barwami lub wzorem. Pokrywy średnie i mniejsze pokrywają pozostałą część skrzydła.
Barkówki wyrastają z okolic łopatek i przykrywają złożone skrzydło. W locie zakrywają przestrzeń pomiędzy wewnętrznym brzegiem skrzydła, a ciałem ptaka. Zazwyczaj swym kształtem przypominają liść i mają zaostrzoną końcówkę. Od spodu ich odpowiednikiem są podbarkówki.